# Piffero

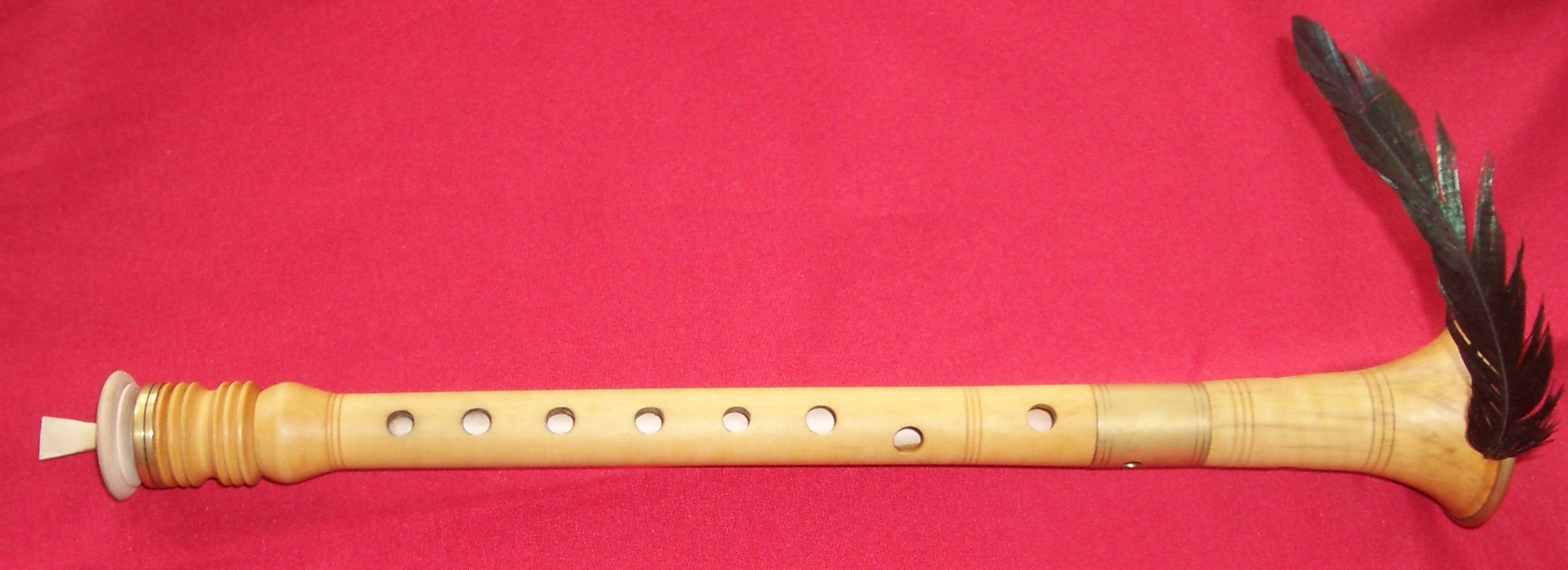
Piffero

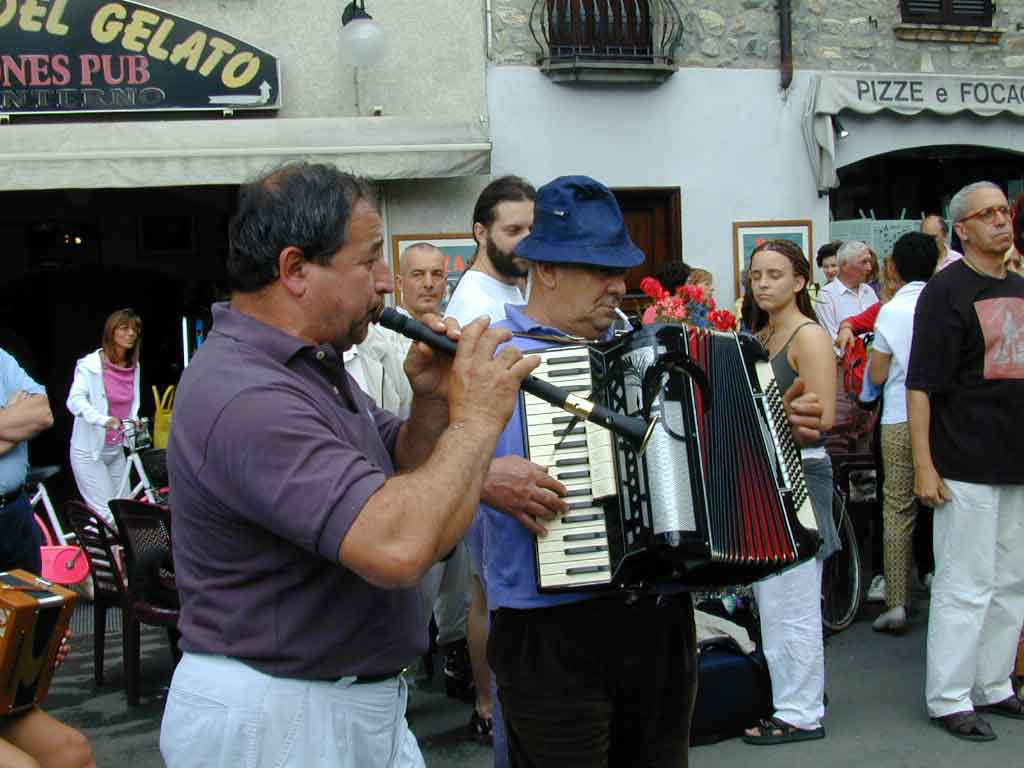
Pifferaio

Il piffero è un aerofono ad ancia doppia a cameratura conica, della famiglia degli oboi. Appartiene alla famiglia delle bombarde, progenitrici dell'oboe moderno.

## Piffero delle Quattro Province
Il piffero è lo strumento principe per le musiche delle Quattro Province, l'area culturalmente omogenea formata dalle valli montane delle province di Pavia, Alessandria, Genova e Piacenza. 
L'intonazione è in sol.

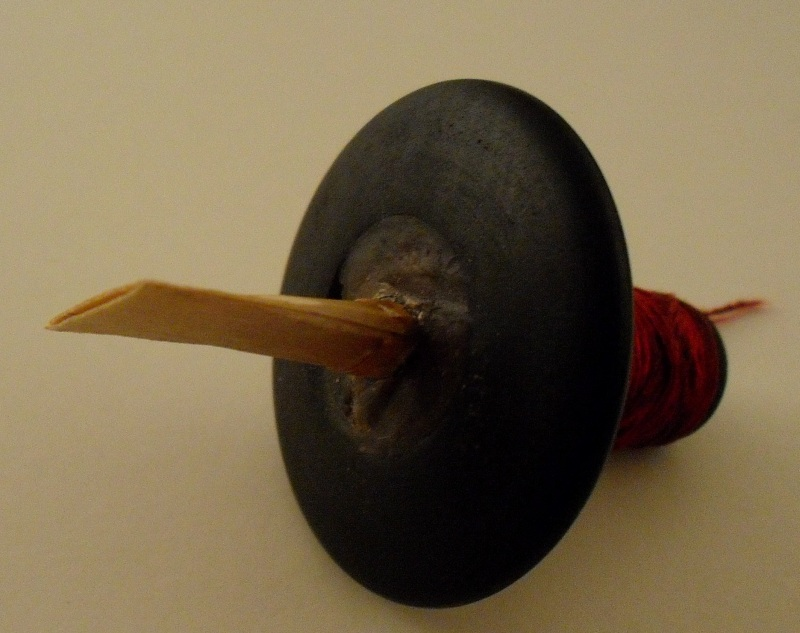
Musotto

Lo strumento è costituito da tre parti:
- Il musotto, l'ancia di questo strumento, realizzata in canna, è collocata in una "piruette" (bocchino chiamato musotto), particolarità, unica in Italia,  che ha in comune con gli oboe orientali e antichi. Questa struttura permette di eseguire il fraseggio tipico detto "masticato" del repertorio delle Quattro Province.
- La canna conica che ha 8 fori (l'ottavo foro posteriore si usa col pollice della mano sinistra).
- Un padiglione svasato chiamato "campana" dove riposa, durante l'esecuzione, una penna di coda di gallo, che serve per pulire l'ancia.
- Completano lo strumento le vere, anelli di rinforzo e abbellimento in ottone.

Anticamente veniva accompagnato dalla cornamusa appenninica detta müsa e ai nostri giorni più frequentemente dalla fisarmonica. La coppia piffero e fisarmonica accompagna ancora oggi tutte le danze di questa zona.
Il più rinomato costruttore di pifferi fu Nicolò Bacigalupo, detto u Grixiu (Cicagna, 1863 - 1937) attivo a Cicagna (val Fontanabuona GE) dal 1900, dopo il suo ritorno dal Perù, fino alla sua morte. Ciò che rimane della bottega del Grixiu (strumenti musicali semilavorati e attrezzi tra cui il tornio a pedale) è conservato nel Museo etnografico Ettore Guatelli di Ozzano Taro (PR). Oggi i pifferi continuano ad essere costruiti da Ettore Losini, detto Bani, di Degara di Bobbio (PC) e da Stefano Mantovani della provincia di Pavia.
Il repertorio musicale è corposo, antico, trasmesso attraverso i secoli (il fifaro è citato in uno scritto del Pessagno su fatti della val Fontanabuona del 1578) comprende oltre le melodie da ballo, brani che scandivano i momenti della vita contadina: questue come il carlin di maggio, la galina grisa o la Santa Croce; il carnevale con la povera donna; la partenza per leva con leva levon; il matrimonio con la sposina (brano per accompagnare la sposa dalla sua casa alla chiesa) e altri brani "da strada" come la sestrina per accompagnare i cortei nelle varie occasioni.
Tra i pifferai più noti del passato furono Draghino, Ernesto Sala di Cegni, Jacmon, Giuanen e Fiur in val Trebbia.
La coppia piffero-fisarmonica porta il nome, o più spesso il soprannome dei suoi componenti, alcune di quelle attive oggi sono: 
- Bani (Ettore Losini) e Davide Balletti
- Stefanino (Faravelli) e Matteo Burrone
- Gabriele Dametti e Franco (Guglielmetti)
- Danilo Carniglia e Cisdra (Cesare Campanini)
- Roberto Ferrari e il Biondo
- Stefano (Valla) e Daniele (Scurati)
- Massimo (Perelli) e Gianpaolo (Tambussi)
- Fabio (Paveto) e Claudio (Cacco)

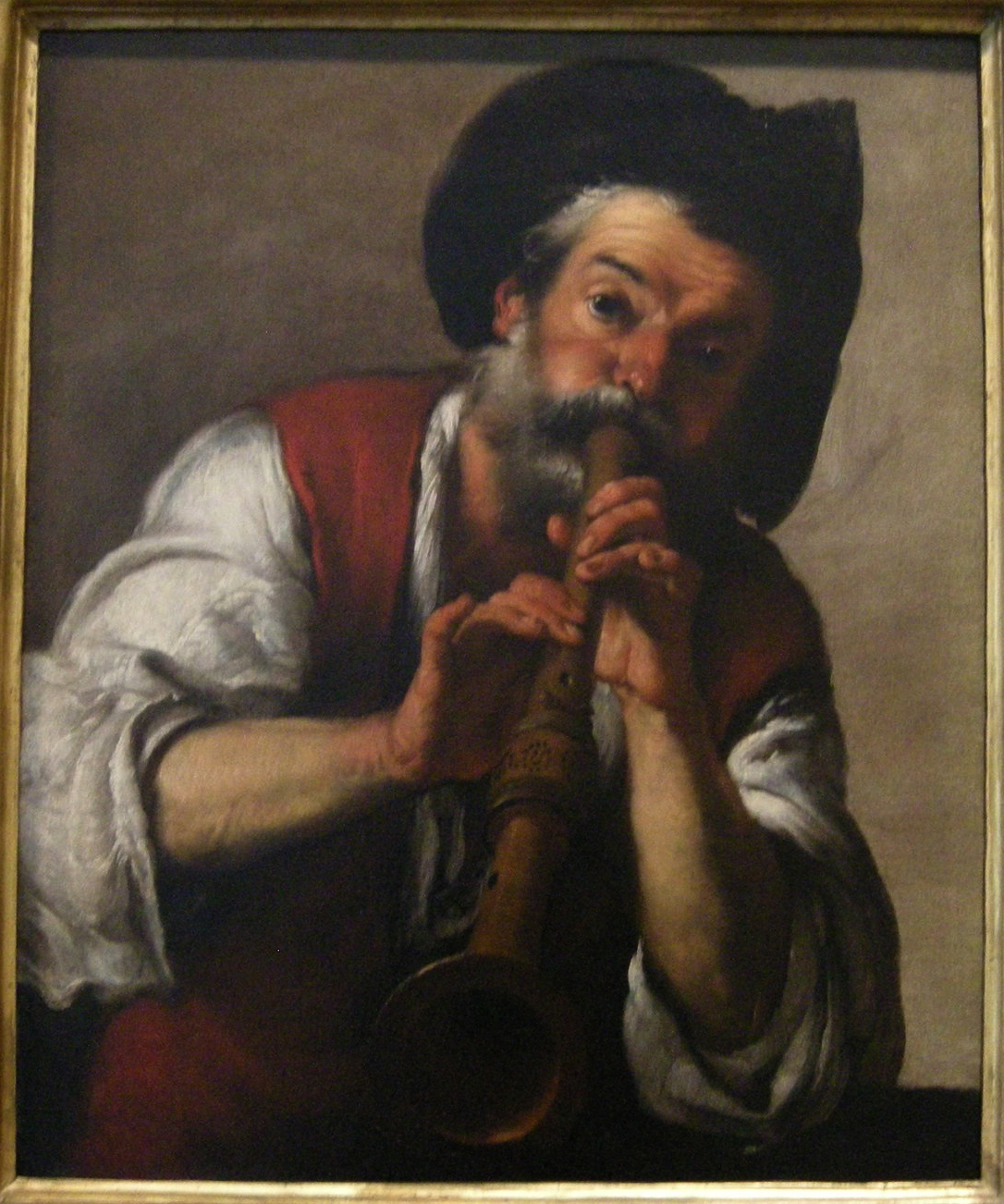
Pifferaio, Bernardo Strozzi

I gruppi di folk revival che usano il piffero nei loro concerti: Baraban, La Ciapa Rusa, i Tendachënt, i Tre Martelli, i Musicanti del piccolo borgo, gli Enerbia, i Müsetta, i Suonatori di Menconico, la Quinta Rua, gli Epinfrai, i Calagiùbella (Casalcermelli – AL), L'Ariondassa.

## Discografia
- 1984: Baraban - Musa di pèlle, pinfio di legno nero - Madau
- 1986: I Suonatori delle quattro province – Musica tradizionale dell'Appennino – Robi Droli
- 1987: A. Citelli, G. Grasso (a cura di) – Canti e musiche popolari dell'Appennino pavese. Vol. 1 - I canti rituali, i balli, il piffero – ACB
- 1987: Baraban - Il valzer dei disertori - ACB
- 1990: Baraban - Naquane - ACB
- 1993: I Suonatori delle quattro province – Racconti a colori – Robi Droli
- 1994: Stefano Valla/Franco Guglielmetti – Traditions of the oboe = Traditions du piffero – Silex mosaïque
- 2001: I Müsetta – La vulp la vâ 'ntla vigna – Folkclub-Ethnosuoni
- 2002: Stefano Faravelli/Franco Guglielmetti – Antiquae: danze delle 4 Province – Spazio libero
- 2003: Enerbia – Così lontano l'azzurro – EDT
- 2004: Musicisti Vari – Tilion – Folkclub-Ethnosuoni
- 2005: Stefano Valla/Daniele Scurati – Segni—Buda records
- 2006: Musicisti Vari – Le tradizioni musicali delle quattro province – SOPRIP
- 2007: Musiche selvagge - Sentré - ACB
- 2010: Francesco Nastasi – Andrea Capezzuoli – Per fare legria ai siuri de Milan – Folkclub-Ethnosuoni